# Shmuel Weinberger
Shmuel Aaron Weinberger (20 de fevereiro de 1963) é um matemático estadunidense, especialista em Topologia.
Obteve um PhD em matemática no ano de1982, na Universidade de Nova Iorque, orientado por Sylvain Cappell. Weinberger foi de 1994 a 1996 professor da Cátedra Thomas A. Scott de Matemática da Universidade da Pensilvânia, e é atualmente Andrew MacLeish Professor of Mathematics da Universidade de Chicago.
Seus interesses em pesquisas incluem topologia geométrica, geometria diferencial, teoria geométrica de grupos e, em anos recentes, aplicações da topologia em outras disciplinas. Escreveu um livro sobre espaços topológicos estratificados e um livro sobre aplicações da lógica matemática na geometria.
Apresentou a Porter lectures na Universidade Rice (2000), a Jankowski memorial lecture da Academia de Ciências da Polônia (2000), a Zabrodsky Memorial lecture na Universidade Hebraica de Jerusalém (2001), a Cairns lectures na Universidade de Illinois em Urbana-Champaign (2002), a Marker lectures in Mathematics na Universidade Estadual da Pensilvânia (2003), a Lewis Lectures na Universidade Rutgers (2004), a Blumenthal Lectures na Universidade de Tel Aviv (2005), a Hardy Lectures da London Mathematical Society (2008), a William Benter Lecture na Universidade da Cidade de Hong Kong (2010), a Clifford Lectures na Universidade Tulane (2012) e a Minerva Lectures na Universidade de Princeton (2017). Em adição apresentou invited lectures no Congresso Internacional de Matemáticos em Zurique (1994), um mini-simpósio no Congresso Europeu de Matemática (2008), na American Mathematical Society (1989), na Canadian Mathematical Society (2006) e na Association for Symbolic Logic (2001).

## Publicações selecionadas
Livros
- Weinberger, Shmuel: The topological classification of stratified spaces. Chicago Lectures in Mathematics. University of Chicago Press, Chicago, IL, 1994.[4]
- Weinberger, Shmuel: Computers, rigidity, and moduli. The large-scale fractal geometry of Riemannian moduli space. M. B. Porter Lectures. Princeton University Press, Princeton, NJ, 2005.[5]

Artigos
- Attie, O.; Block, J.; Weinberger, S.: "Characteristic classes and distortion of diffeomorphisms". J. Amer. Math. Soc. 5 (1992), no. 4, 919—921.
- Bangert, V; Katz, M.; Shnider, S.; Weinberger, S.: "E_7, Wirtinger inequalities, Cayley 4-form, and homotopy". Duke Math. J. 146 ('09), no. 1, 35-70. See arXiv:math.DG/0608006
- Block, J.; Weinberger, S.: "Aperiodic tilings, positive scalar curvature and amenability of spaces". J. Amer. Math. Soc. 5 (1992), no. 4, 907–918.
- Bryant, J.; Ferry, S.; Mio, W.; Weinberger, S.: "Topology of homology manifolds". Ann. of Math. (2) 143 (1996), no. 3, 435–467.
- Davis, J.F.; Weinberger, S.: "Group actions on homology spheres". Invent. Math. 86 (1986), no. 2, 209–231.
- Dranishnikov, A. N.; Ferry, S.C.; Weinberger, S.: "Large Riemannian manifolds which are flexible". Ann. of Math. (2) 157 (2003), no. 3, 919–938.
- Farber, M.; Weinberger, S.: "On the zero-in-the-spectrum conjecture". Ann. of Math. (2) 154 (2001), no. 1, 139–154.
- Ferry, S.C.; Weinberger, S.: "Curvature, tangentiality, and controlled topology". Invent. Math. 105 (1991), no. 2, 401–414.
- Manevitz, Larry M.; Weinberger, Shmuel: "Discrete circle actions: a note using non-standard analysis". Israel J. Math. 94 (1996), 147—155.
- Farb, B.; Weinberger, S.: "Isometries, rigidity and universal covers", Ann. of Math. 168 ('08) no. 3, p. 915—940.
- Niyogi, P; Smale, S; Weinberger, S.: "Finding the homology of submanifolds with high confidence from random samples", Discrete & Computational Geometry 39 (2008) 419-441.
- Niyogi, P; Smale, S; Weinberger, S.: "A topological view of unsupervised learning from noisy data", SIAM Journal on Computing 20(2011) 646-663.
- Weinberger, S.: "The Topological Social Choice Problem, Revisited". Journal of Economic Theory 115 (2005) 377-384.